# Топор-булава
Топо́р-була́ва — боевой топор с массивным обухом в виде гранённой булавы, имевший хождение в Новгородских землях в XV—XVI веках.
Всего при раскопках в Новгороде найдено 2 экземпляра топоров-булав.
Первый топор найден в Неревском конце, датируется XV веком. Длина железка — 12 см, ширина лезвия — 6,5 см, масса — 463 г.
Второй топор найден в Ярославовом Дворище, датируется XV — началом XVI веков. Длина — 13,5 см, ширина лезвия — 8,5 см, масса — 758 г.
Аналоги топорам-булавам неизвестны, скорее всего, они имеют местное происхождение и появились в связи с утяжелением доспеха. Подобные топоры, по всей вероятности, служили кавалерийским оружием и применялись против тяжеловооружённого противника.